# CubeSat

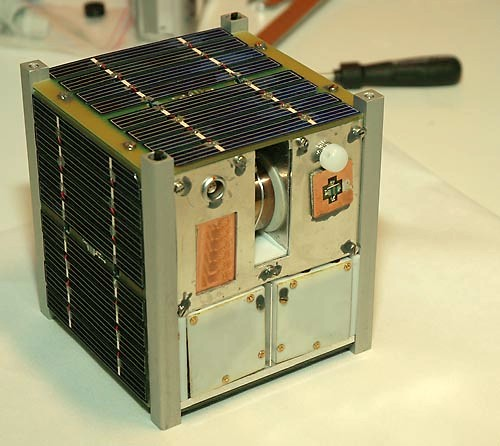
nCube-2, ein norwegischer CubeSat

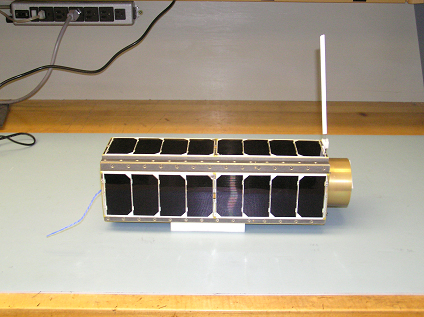
GeneSat-1 als Beispiel für einen Dreifach-Plus-CubeSat 3U+

CubeSat (cube engl. Würfel, da die Grundeinheit annähernd würfelförmig ist, s. u.) ist eine ab 1999 von der Stanford University und der California Polytechnic State University entwickelte und 2003 erstmals in der Raumfahrt eingesetzte Spezifikation für kostengünstige Kleinsatelliten, die sich als Industriestandard etabliert hat.

## Spezifikation
Die Satelliten müssen unter anderem ein bestimmtes Gehäuseformat haben. Der kleinstmögliche CubeSat (1U von englisch one unit für eine Einheit) hat die Abmessungen 10 cm × 10 cm × 11,35 cm (nutzbares Volumen: 10 cm × 10 cm × 10 cm) und eine Masse von maximal 2 kg. Diese Satelliten werden in einer speziellen Startvorrichtung, dem sogenannten Dispenser, welcher je nach Design zwischen drei und zwölf Units aufnehmen kann, transportiert. Der Transport ins All erfolgt entweder als Sekundärnutzlast bei regulären Satellitenstarts oder im Rahmen eines sogenannten Rideshare, bei dem sich mehrere Kleinsatelliten einen Start teilen. Außerdem wurde von der japanischen Titech-Universität eine Startvorrichtung für einzelne CubeSats entwickelt.
Die Preisliste des Rideshare-Anbieters Spaceflight Industries führte schon im Jahr 2013 Preise für den Start von CubeSats der Größen 1U, 3U, 6U, 12U und 24U auf.
| Format | Abmessungen (in cm)   | Masse (in kg; maximal) | Bemerkung                   |
| ------ | --------------------- | ---------------------- | --------------------------- |
| 1U     | 10,00 × 10,00 × 11,35 | 02                     |                             |
| 1.5U   | 10,00 × 10,00 × 17,02 | 03                     |                             |
| 2U     | 10,00 × 10,00 × 22,7  | 04                     |                             |
| 3U     | 10,00 × 10,00 × 34,05 | 06                     | [ 2 ]                       |
| 6U     | 10,00 × 22,63 × 34,05 | 12                     | [ 2 ]                       |
| 12U    | 22,63 × 22,63 × 34,05 | 24                     | ; Erster Start im Juni 2016 |
| 16U    | 22,63 × 22,63 × 45,4  | 36                     | Erster Start im Juli 2019   |
| 24U    | 22,63 × 22,63 × 68,0  | 40                     |                             |

Weitere Formate wie 0.25U (Spacebee), 0.375U (Beesat) und 0.5U (AeroCube 6) sind möglich, allerdings kein Teil des Standards.

## Anwendungen
Bereits im Jahr 2010 wurden CubeSats für die verschiedensten Zwecke eingesetzt, von der Umweltbeobachtung bis zu biologischen Experimenten und Tests von neuer Raumfahrttechnik. Schätzungen zufolge befanden sich damals zwischen 35 und 40 CubeSats im Orbit, wovon etwa ein Viertel noch funktionierte.
Durch die Miniaturisierung der Elektronik und Sensorik wurde es während der Etablierung der CubeSat-Spezifikation möglich, solche Kleinsatelliten auch für anspruchsvolle technische und wissenschaftliche Aufgaben einzusetzen.
Kommerzielle Anwendungen umfassen zum Beispiel Satellitenkonstellationen zur Beobachtung und Fernerkundung oder Datenübertragung und sind ein Treiber der technischen Entwicklung. Im Jahr 2014 waren 76 Prozent der gestarteten CubeSats kommerzieller Natur.
Im Jahr 2018 fand die erste Anwendung außerhalb des Erdorbits statt, als zwei 6U CubeSats des Typs MarCO parallel zum interplanetaren Flug der Landesonde InSight zum Mars flogen, um während der Landung von InSight die Kommunikation zu unterstützen. Mit der Mission Artemis 1 wurden im November 2022 acht CubeSat-Raumsonden zum Mond gebracht, von denen eine auch auf dem Mond landen sollte.
Im Dezember 2024 ist ein CubeSat mit einer Holzstruktur von der ISS ausgesetzt worden. Auch wenn die Kommunikation mit diesem nicht möglich war, ist er bis zum Wiedereintritt in die Erdatmosphäre ganz geblieben.
Es existieren diverse CubeSats als Open-Source-Hardware.

## Deorbiting
Zur Limitierung von Weltraummüll müssen CubeSats die Anforderungen nach NPR 8715.6 erfüllen. Für kleinere CubeSats stellt dies aufgrund ihrer geringen Masse im Regelfall keine Herausforderung dar. Für CubeSats mit größerer Masse führt die NASA seit 2011 Experimente zur Beschleunigung des Absturzes von CubeSats nach Missionsende (dem Deorbiting) durch. Einige Hersteller bieten passive Vorrichtungen zum Deorbiting an. In Frage kommen zum Beispiel Systeme ähnlich einem Bremsschirm, aber auch ein System mit einem 30 Meter langen Stromleiter, welcher eine elektromagnetische Kraft erzeugt. Eine Beispielmission hierfür ist der kanadische Satellit CanX-7, welcher von 2017 bis 2022 seine Zeit bis zum Wiedereintritt von 175 Jahren auf 5 Jahre verringern konnte, während er sich zu Beginn in einem Orbit mit 800 km Höhe befand.